# San Mamés de Zalima

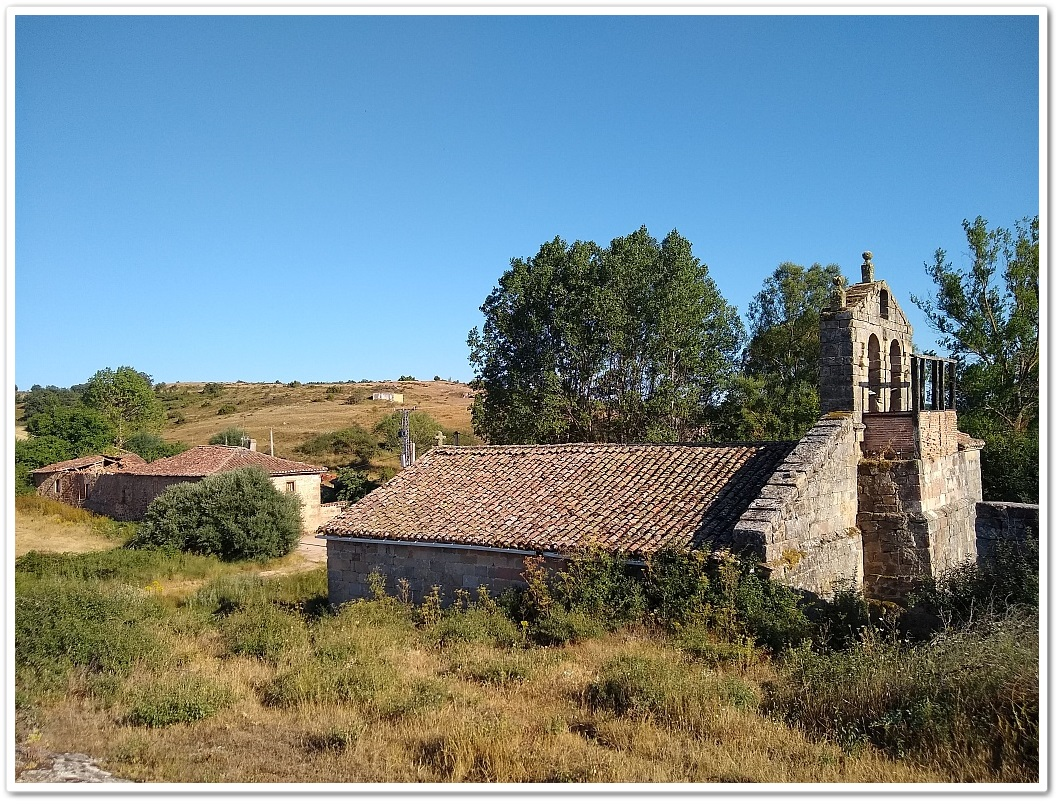
Iglesia de San Miguel

San Mamés de Zalima es una pedanía del municipio de Salinas de Pisuerga en la provincia de Palencia, en la comunidad autónoma de Castilla y León, España. 

## Geografía
Está a una distancia de 2 km de Salinas de Pisuerga, la capital municipal.

## Demografía
Evolución de la población en el siglo XXI
| Gráfica de evolución demográfica de San Mamés de Zalima entre 2000 y 2020 |
|                                                                           |
| Población de derecho (2000-2020) según el padrón municipal del INE        |

## Historia
A la caída del Antiguo Régimen la localidad se constituye en municipio constitucional que en el censo de 1842 contaba con 5 hogares y 26 vecinos, para posteriormente integrarse en Salinas de Pisuerga .

## Monumentos

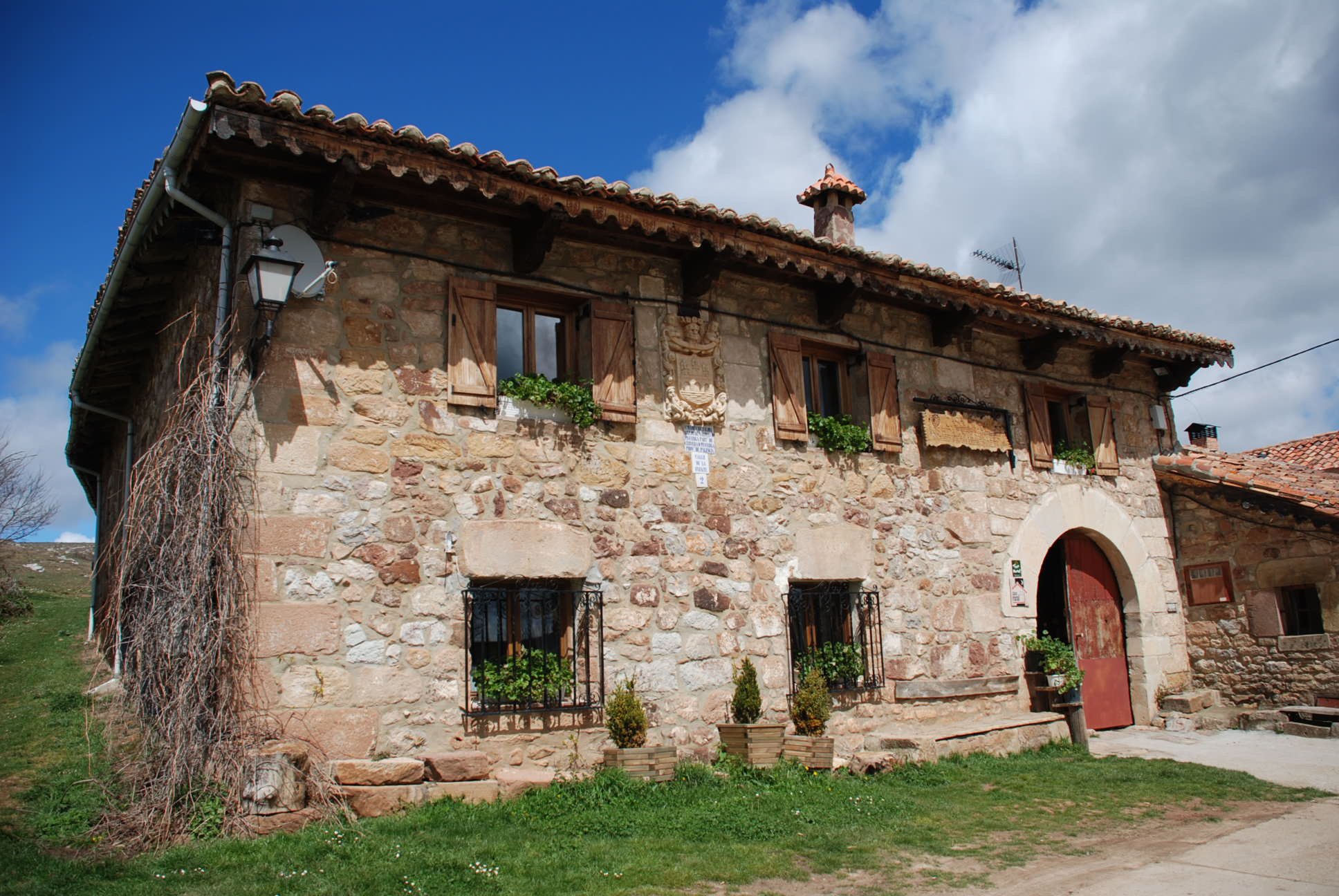
Casona de los Vielva en San Mamés de Zalima.

- Iglesia de San Miguel: Templo de origen románico y antigua iglesia monástica, ya mencionada en el siglo XI, convertida posteriormente en parroquial. Se erige en el extremo oriental de la localidad. Es templo de dos naves, ambas en excelente sillería arenisca, la norte fruto de una adición moderna (siglo XVII o XVIIl) a la fábrica medieval. Dos contrafuertes que no alcanzan la cornisa refuerzan el muro sur de la nave inmediato a la cabecera, uno con remate en talud y el otro recto.

Ya a mediados del siglo XI, Fronilde Fernández, nieta de la condesa doña Ofresa, dona a Santa María la Real el Monasterio de Sancti Michael de San Mamés, con sus ornamentos, objetos sagrados y pertenencias. El 15 de enero de 1224, el Papa Honorio III en su bula laterense nombra la iglesia de San Miguel entre las otorgadas al Monasterio de Santa María la Real. También figura esta iglesia entre las donaciones hechas al Monasterio de Santa María la Real por Alfonso VIII, donaciones que fueron confirmadas por Fernando III en 1231.
- Casona de los Vielva: Casa con imponente escudo de la familia hidalga de los Vielva. Data de los siglos XVII-XVIII. Actualmente está destinada al alojamiento turístico rural.